# Magnolia liliifera
Magnolia liliifera este o specie de plante din genul Magnolia, familia Magnoliaceae. A fost descrisă pentru prima dată de Carl von Linné, și a primit numele actual de la Henri Ernest Baillon. A fost clasificată de IUCN ca specie cu risc scăzut. Conform Catalogue of Life specia Magnolia liliifera nu are subspecii cunoscute.